# Adolf Winkelmann
Pour les articles homonymes, voir Winkelmann.
Adolf Winkelmann, né le 10 avril 1946 à Hallenberg (Allemagne), est un réalisateur et producteur de cinéma allemand.

## Filmographie

### Acteur
- 1981 : Polnischer Sommer

### Directeur de la photographie
- 1968 : Adolf Winkelmann, Kassel, 9.12.1967, 11.54h
- 1969 : Der Löwe
- 1970 : Die Teilung aller Tage

### Compositeur
- 1967 : Jaundanna

### Réalisateur
- 1967 : Jaundanna
- 1968 : 31 Sprünge
- 1968 : AEG-Prinzeß
- 1968 : Adolf Winkelmann, Kassel, 9.12.1967, 11.54h
- 1968 : Es spricht : Ruth Schmidt
- 1968 : Stock-Car Racing
- 1969 : Heinrich Viel
- 1969 : Meine Lieben
- 1971 : Where Our Strength Lies
- 1972 : Streik bei Piper & Silz
- 1974 : Schiff schwer belastet
- 1977 : Schlechte Karten
- 1977 : Schon mal was von Hitchcock gehört ?
- 1978 : Die Abfahrer
- 1981 : Jede Menge Kohle
- 1984 : Super
- 1987 : Peng! Du bist tot!
- 1989 : Der Leibwächter
- 1992 : Nordkurve
- 1994 : Gefährliche Spiele
- 1996 : Der letzte Kurier
- 1999 : Waschen, schneiden, legen
- 2004 : Engelchen flieg
- 2007 : Das Leuchten der Sterne
- 2007 : Effets secondaires (aussi Un seul comprimé, titre original Contergan)
- 2016 : Junges Licht

### Monteur
- 1983 : Die Nacht und ihr Preis
- 1992 : Nordkurve
- 1994 : Gefährliche Spiele
- 2016 : Junges Licht

### Producteur
- 1967 : Jaundanna
- 1968 : 31 Sprünge
- 1968 : AEG-Prinzeß
- 1968 : Adolf Winkelmann, Kassel, 9.12.1967, 11.54h
- 1968 : Stock-Car Racing
- 1969 : Der Löwe
- 1969 : Im Lohre 9
- 1969 : Meine Lieben
- 1972 : Streik bei Piper & Silz
- 1974 : Schiff schwer belastet
- 1977 : Schlechte Karten
- 1978 : Die Abfahrer
- 1981 : Jede Menge Kohle
- 1981 : Talentprobe
- 1985 : Betrogen
- 1987 : Kinder aus Stein
- 1987 : Smaragd
- 1992 : Nordkurve
- 1999 : Waschen, schneiden, legen
- 2004 : Engelchen flieg
- 2007 : Das Leuchten der Sterne
- 2016 : Radio Heimat

### Scénariste
- 1968 : AEG-Prinzeß
- 1971 : Where Our Strength Lies
- 1977 : Schlechte Karten
- 1977 : Schon mal was von Hitchcock gehört ?
- 1978 : Die Abfahrer
- 1981 : Jede Menge Kohle
- 1984 : Super
- 1999 : Waschen, schneiden, legen
- 2016 : Junges Licht

## Récompenses et distinctions
- (en) Adolf Winkelmann: Awards, sur l'Internet Movie Database